# Derek Carr
Derek Dallas Carr (* 28. März 1991 in Fresno, Kalifornien) ist ein ehemaliger US-amerikanischer American-Football-Spieler auf der Position des Quarterbacks. Er spielte von 2014 bis 2022 für die Oakland / Las Vegas Raiders und von 2023 bis 2024 für die New Orleans Saints in der National Football League (NFL).

## Jugend
Derek Carr wurde am 28. März 1991 in Fresno, Kalifornien als jüngster von drei Söhnen von Rodger und Sheryl Carr geboren.
Sein Bruder David Carr spielte ebenfalls Quarterback für Fresno State und wurde im NFL Draft 2002 von den neu gegründeten Houston Texans als erster Spieler ausgewählt. Sein Bruder Darren Carr spielte als Defensive Lineman für die University of Houston. Ihr Onkel Lon Boyett spielte ebenfalls in der NFL.
Nachdem David Carr von den Texans verpflichtet wurde, zog die Familie von Kalifornien nach Sugar Land, Texas um, wo Derek Carr an der Clements High School Football spielte. Vor seinem letzten Jahr an der Highschool zog die Familie wieder zurück nach Bakersfield, wo er für die Bakersfield Christian High School Football spielte.

## College
Derek Carr spielte, wie sein älterer Bruder David, College Football für Fresno State. In den ersten beiden Jahren am College kam er nicht zum Einsatz. In den drei Jahren, in denen er als Starting Quarterback für sein College spielte, erzielte er 12.843 Yards im Passspiel und 113 Touchdowns.
Die Trikotnummer 4 trägt er in Würdigung der Leistungen seines Vorbilds, Brett Favre.

## NFL

### Oakland/Las Vegas Raiders
Die Oakland Raiders wählten Derek Carr im NFL Draft 2014 in der zweiten Runde als 36. Spieler aus. Während des Trainingscamps setzte sich Carr gegen Matt Schaub durch und wurde bereits im ersten Spiel der Regular Season seiner Rookie-Saison als Starting Quarterback eingesetzt. Er war damit der erste Rookie, der für die Raiders das erste Saisonspiel als Starting Quarterback bestritt.
Er beendete die Saison mit einer neuen Bestleistung für Rookie-Quarterbacks der Oakland Raiders, mit 3.270 Yards im Passspiel.
2015 steigerte er sich und führte sein Team, nach nur drei Siegen im Vorjahr, zu sieben Siegen bei neun Niederlagen, als er für 3.987 Yards und 32 Touchdowns bei 13 Interceptions warf. Er wurde zur Pro-Bowl-Alternative ernannt, und durch die Absage von Aaron Rodgers rückte er schließlich zum Teilnehmer auf.
2016 führte Carr sein Team erstmals in seiner Karriere in die Play-offs. Er warf für 3.933 Yards und 28 Touchdowns bei lediglich 6 Interceptions. In Woche 16 verletzte Carr sich jedoch schwer und verpasste deswegen das letzte Spiel der regulären Saison und die Spiele in den Play-offs. Aufgrund seiner guten Leistungen in der Saison wurde Carr 2016 für den Pro Bowl nominiert, aber wegen seiner Verletzung konnte er an diesem nicht teilnehmen.
2017 warf Derek Carr für 3.496 Yards und 22 Touchdowns bei 13 Interceptions. Mit sechs Siegen und zehn Niederlagen verpasste sein Team die Play-offs. 2018 warf er für 4.049 Yards und 19 Touchdowns bei 10 Interceptions. Insgesamt verschlechterten sich die Raiders auf vier Siege bei zwölf Niederlagen. 2019 konnte sich Carr auf 4.054 Yards, 21 Touchdowns und acht Interceptions verbessern und führte die Oakland Raiders zu sieben Siegen bei neun Niederlagen.
Vor der Saison 2020 zogen die Raiders nach Las Vegas um. In der Saison warf Derek Carr für 4.103 Yards und 27 Touchdowns bei 9 Interceptions. Mit einem Quarterback-Rating von 101,4 erreichte Carr den besten Wert seiner bisherigen Karriere. Mit acht Siegen und acht Niederlagen verpassten die Las Vegas Raiders jedoch die Play-offs.
2021 führte Carr die Raiders mit zehn Siegen und sieben Niederlagen wieder in die Play-offs. Er warf in der Regular Season für 4.804 Yards und erzielte dabei 23 Touchdowns bei 14 Interceptions. In der Wild Card Round unterlagen die Raiders jedoch den Cincinnati Bengals mit 19:26.
2022 warf er in 15 Spielen für 3.522 Yards, 24 Touchdowns und 14 Interceptions. Vor dem 17. Spieltag der Saison wurde Derek Carr gebenched und als Starting Quarterback durch Jarrett Stidham ersetzt. Mit sechs Siegen bei elf Niederlagen verpassten die Raiders die Play-offs. Im Januar 2023 kündigte Carr an, die Las Vegas Raiders verlassen zu wollen.
Am 14. Februar 2023 wurde bekannt gegeben, dass Carr von den Raiders entlassen wurde, da er nicht getradet werden wollte und zur Not von seiner No-Trade-Klausel Gebrauch machen wollte. Die Raiders sparten sich dadurch knapp 40 Millionen US-Dollar, welche Carr sonst laut Vertrag zugestanden hätte.

### New Orleans Saints
Am 6. März 2023 wurde öffentlich, dass Carr voraussichtlich einen Vierjahresvertrag bei den New Orleans Saints unterschreiben werde. Noch am selben Tag kam es zur Unterzeichnung des 150-Millionen-Dollar-Vertrages.
Nach zwei Jahren in New Orleans beendete Carr im Mai 2025 infolge einer Schulterverletzung seine Karriere.

### Karrierestatistik
| Jahr   | Team   | Spiele | Comp-Att    | Comp% | Yards  | TD  | INT | Pass Rtg |
| ------ | ------ | ------ | ----------- | ----- | ------ | --- | --- | -------- |
| 2014   | OAK    | 16     | 348–599     | 58,1  | 3.270  | 21  | 12  | 76,6     |
| 2015   | OAK    | 16     | 350–573     | 61,1  | 3.987  | 32  | 13  | 91,1     |
| 2016   | OAK    | 15     | 357–560     | 63,8  | 3.937  | 28  | 6   | 96,7     |
| 2017   | OAK    | 15     | 323–515     | 62,7  | 3.496  | 22  | 13  | 86,4     |
| 2018   | OAK    | 16     | 381–553     | 68,9  | 4.049  | 19  | 10  | 93,9     |
| 2019   | OAK    | 16     | 361–513     | 70,4  | 4.054  | 21  | 8   | 100,8    |
| 2020   | LV     | 16     | 348–517     | 67,3  | 4.103  | 27  | 9   | 101,4    |
| 2021   | LV     | 17     | 428–626     | 68,4  | 4.804  | 23  | 14  | 94,0     |
| 2022   | LV     | 15     | 305–502     | 60,8  | 3.522  | 24  | 14  | 86,3     |
| 2023   | NOR    | 17     | 375–548     | 68,4  | 3.878  | 25  | 8   | 97,7     |
| 2024   | NOR    | 10     | 189–279     | 67,7  | 2.145  | 15  | 5   | 101,0    |
| Gesamt | Gesamt | 169    | 3.765–5.785 | 65,1  | 41.245 | 257 | 112 | 92,8     |

Quelle: NFL.com

## Rekorde und Auszeichnungen
Nach seiner letzten Saison am College wurde Carr mit der Sammy Baugh Trophy ausgezeichnet. In seiner Rookie-Saison erzielte er die meisten Yards (3.270) im Passspiel, die je ein Rookie-Quarterback für die Oakland Raiders erzielte. Zudem hält er bei den Raiders die Franchise-Rekorde für die meisten Passversuche, die meisten angekommenen Pässe, die meisten geworfenen Yards sowie die meisten geworfenen Touchdowns.

## Privat
Derek Carr ist seit dem 29. Juni 2012 verheiratet und hat seit August 2013 mit seiner Frau Heather einen Sohn. Sein Bruder David Carr war ebenfalls Quarterback und wurde 2002 als erster Spieler im Draft ausgewählt. David spielte elf Jahre in der NFL, davon fünf bei den Houston Texans.